# Flessione (esercizio fisico)
Nelle scienze motorie, la flessione (in inglese curl) è il passaggio da una posizione lunga ad una posizione breve di un arto o di un segmento corporeo, in senso antigravitazionale. La contrazione muscolare usata è quella concentrica dei muscoli flessori. Ad esempio, dalla posizione in sospensione alla sbarra, eseguendo una flessione degli arti superiori (flessione dell'avambraccio sul braccio) si compie un movimento antigravitazionale sollevando il peso dell'intero corpo.
Spesso, erroneamente, vengono definiti "movimenti di flessione" azioni che in realtà, essendo passaggi da atteggiamento lungo a breve di un arto in senso gravitazionale, devono essere correttamente definiti piegamenti.
Alcuni tipi di movimento classificabili come flessione sono il leg curl (flessione delle gambe), il crunch (flessione degli addominali), la flessione dei bicipiti o biceps curl (solitamente con manubri), la variante "a martello" (hammer curl) e le croci per pettorali (eseguite con i manubri o ai cavi).